# Zoundwéogo
Zoundwéogo is een provincie van Burkina Faso. Zoundwéogo telde in 2019 312.045 inwoners op een oppervlakte van 3601 km², waarmee de bevolkingsdichtheid uitkomt op ca. 87 inw./km². De administratieve hoofdplaats is Manga.

## Bevolking
Zoundwéogo had op 16 november 2019 ongeveer 312.045 inwoners, waarvan 146.469 man en 165.576 vrouw. De bevolking van de provincie was in 2019 - net als alle overige provincies in het land - nog betrekkelijk jong. Kinderen tussen 0-14 jaar vormden met 143.700 personen 46,1% van de bevolking, gevolgd door 152.152 personen tussen 15-64 jaar (48,8%) en 16.193 65-plussers (5,2%).
| 143.930 | 197.133 | 245.947 | 312.045 |

De urbanisatiegraad in Zoundwéogo was laag. In 2019 woonden er slechts 28.615 personen in steden - allen in de enige stad van de provincie, namelijk Manga - waarmee de urbanisatiegraad uitkwam op 9,2%. De resterende 283.430 inwoners woonden op het platteland (90,8% van de bevolking). 

## Bestuurlijke organisatie
De hoofdstad van de provincie is de stad Manga. De provincie is onderverdeeld in zeven departementen:

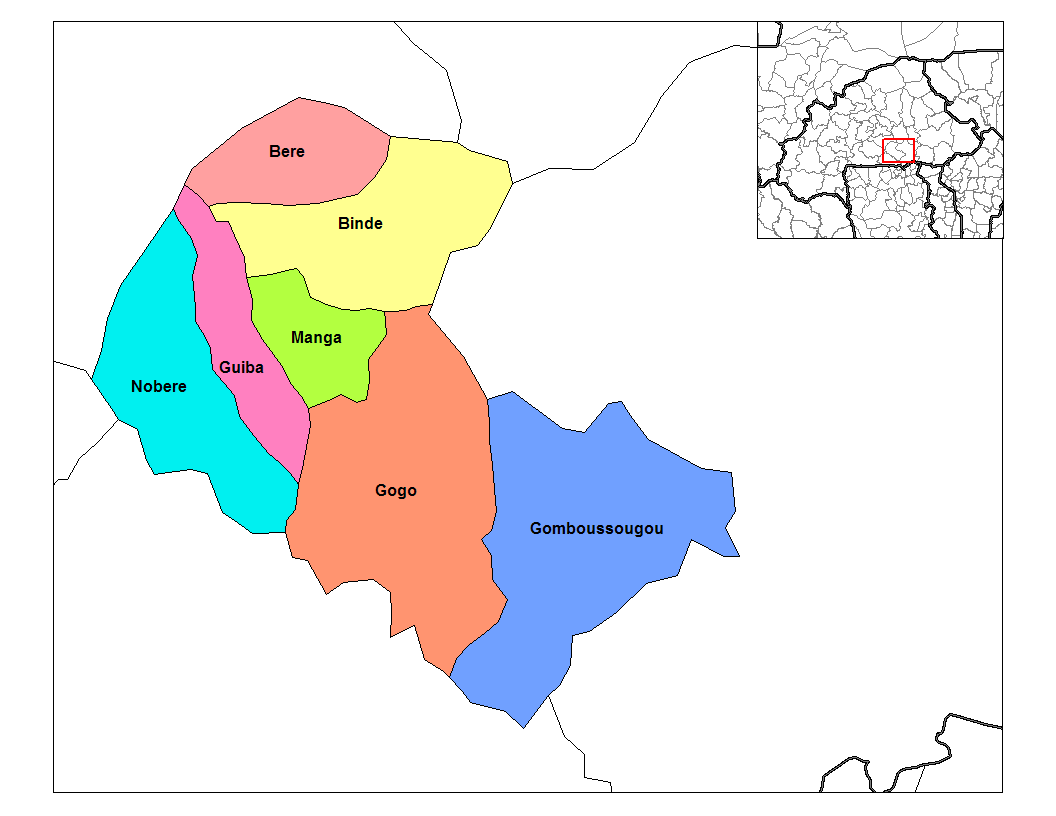
De departementen van Zoundwéogo

- Béré
- Bindé
- Gogo
- Gomboussougou
- Guiba
- Manga
- Nobéré

Balé · Bam · Banwa · Bazéga · Bougouriba · Boulgou · Boulkiemdé · Comoé · Ganzourgou · Gnagna · Gourma · Houet · Ioba · Kadiogo · Kénédougou · Komondjari · Kompienga · Kossi · Koulpélogo · Kouritenga · Kourwéogo · Léraba · Loroum · Mouhoun · Nahouri · Namentenga · Nayala · Noumbiel · Oubritenga · Oudalan · Passoré · Poni · Sanguié · Sanmatenga · Séno · Sissili · Soum · Sourou · Tapoa · Tuy · Yagha · Yatenga · Ziro · Zondoma · Zoundwéogo